# أوقست ماكي
أوقست ماكي (بالألمانية: August Robert Ludwig Macke)‏ (و. 1887 – 1914 م) هو رسام من الإمبراطورية الألمانية . ولد في مشده.
توفي في Champagne .

## أعمال بارزة
من أهم أعماله:
- Mädchen unter Bäumen
- Porträt mit Äpfeln: Frau des Künstlers.

## روابط خارجية
- أوقست ماكي على موقع الموسوعة البريطانية (الإنجليزية)
- أوقست ماكي على موقع ميوزك برينز (الإنجليزية)
- أوقست ماكي على موقع ديسكوغز (الإنجليزية)